# Glenn Beck
Glenn Edward Lee Beck (Everett, 10 de fevereiro de 1964) é uma personalidade midiática norte-americana, produtor e apresentador de televisão, radialista, autor de livros, empreendedor, ativista social e comentarista político. Ele apresenta diariamente o Glenn Beck Radio Program, um dos programas de rádio mais ouvidos nos EUA, e o Glenn Beck Program, em seu próprio canal de televisão via internet, o TheBlaze TV (também transmitido via satélite pela DISH Network). De janeiro de 2009 até junho de 2011, ganhou popularidade ao apresentar o programa Glenn Beck, no canal de TV a cabo Fox News, quebrando recordes históricos de audiência para o horário. Beck é o autor de mais 15 livros, sendo seis deles best-sellers do New York Times. Ele é o fundador e CEO da Mercury Radio Arts, uma companhia multimídia que produz conteúdo para o rádio, televisão, o meio editorial, os palcos e a internet.
Figura carismática e polêmica, Glenn Beck defende em seus programas e produções os princípios do conservadorismo e libertarismo político-econômico, responsabilidade individual, o que concebe como valores clássicos norte-americanos, a cultura judaico-cristã e prega a adesão aos princípios da Constituição dos Estados Unidos – preceitos de forte vinculação à direita política dos EUA, a qual compõe a base principal de seus fãs. Seus críticos o vêem como um demagogo e oportunista, que utiliza teorias da conspiração e retórica incendiária em troca de atenção e audiência.

## Biografia

### Infância e Adolescência
Glenn Beck nasceu em Everett, estado de Washington, filho de William e Mary Beck. Após seu nascimento, a família se mudou para a cidade de Mount Vernon, onde os pais possuíam uma padaria. Glenn foi criado como católico romano e frequentou a escola católica Immaculate Conception.
Anos depois, seus pais se separaram. Glenn e sua irmã mais velha mudaram-se com a mãe para a cidade de Summer, também em Washington. No dia 15 de maio de 1979, durante um passeio de barco, Mary Beck faleceu. Relatório da polícia local apontou que a morte deveu-se a afogamento, mas um investigador da Guarda Costeira especulou que Mary poderia ter cometido suicídio, pulando do barco intencionalmente. Glenn descreveu a morte de sua mãe como suicídio em entrevistas
Após a morte de Mary, Glenn e sua irmã mudaram-se para a casa do pai, em Bellingham. Durante este período, um meio-irmão de Glenn também se suicidou, o que o levou a procurar consolo com o “Dr. Jack Daniel” – uma alusão ao início de seus problemas com bebidas alcoólicas. Em Bellingham, Beck graduou-se na Sehome High School, em 1982. Logo após a graduação, mudou-se para Provo, no estado de Utah, onde trabalhou na estação de rádio KAYK durante seis meses. Sentindo-se deslocado no novo estado, Beck voltou para Washington, aceitando um emprego na rádio WPGC em fevereiro de 1983.

## Carreira

### Rádio

#### Primeiros trabalhos (1982-1985)
Em 1982, aos 18 anos, Glenn Beck trabalhou na estação de rádio KAYK, da cidade de Provo, em Utah. Após seis meses, mudou-se para Washington, DC, onde trabalhou na rádio WPGC a partir de fevereiro de 1983. No mesmo ano, nova mudança, desta vez para Corpus Christi, no Texas, sendo empregado pela rádio KZFM. Dois anos depois, em 1985, a emissora WRKA, de Louisville, Kentucky, o contratou para ser o principal DJ de seu programa matinal. Foi nesta estação que Glenn ganhou o primeiro programa que levava seu nome no título.

#### Captain Beck and the A-Team (1985-1987)
Programa matinal da estação WRKA, da cidade de Louisville, no estado do Kentucky. Transmitido de segunda a sexta-feira, tinha quatro horas de duração e um estilo leve e juvenil, repleto de piadas, pegadinhas e imitações. O programa terminou abruptamente em 1987, após uma briga entre o apresentador e a administração da emissora.

#### Brigas, ofensas e protestos (1987-1999)
O período compreendido entre os anos de 1987 e 1999 coincide com a fase mais depressiva e autodestrutiva da vida de Glenn Beck, e isto se reflete em sua conduta profissional. Em 1987, após o término de Captain Beck and the A-Team, Glenn foi contratado pela emissora KOY-FM (à época chamada de Y-95), de Phoenix, no Arizona, focada em sucessos pop do momento. Neste emprego, compartilhou os microfones com Tim Hattick em um programa matinal de variedades, de tom jovial. Beck cultivou uma rivalidade com o apresentador Bruce Kelly, que trabalhava na emissora rival KZZP no mesmo horário do programa de Beck. O que começou como piadas e golpes publicitários direcionados a Kelly extrapolou os limites quando Beck ligou para a esposa do apresentador, ao vivo, e fez piada sobre o recente aborto espontâneo que ela havia sofrido. Os próprios colegas de emissora repudiaram a ação. Em 1989, Glenn deixou a Y-95 e aceitou um trabalho em Houston, na emissora KRBE, conhecida como Power 104. Um ano depois, foi demitido devido à baixa audiência.
O passo seguinte na vida profissional de Glenn Beck foi mudar-se para Baltimore, no estado de Maryland, e aceitar emprego na emissora WBSB, conhecida como B104 e também especializada em sucessos pop. Foi nela que conheceu seu colega e futuro amigo Pat Gray, com quem divide os microfones até hoje. Durante seus primeiros meses no trabalho, Beck foi preso por excesso de velocidade enquanto dirigia seu DeLorean. Um gerente da estação foi pagar a fiança de Beck, e conta que o encontrou “completamente fora de si”. Logo, Gray e Beck foram demitidos. Os dois passaram seis meses em Baltimore, planejando os próximos passos da carreira. No início de 1992, Beck e Gray começaram a trabalhar na rádio WKCI-FM (KC101), uma emissora de sucessos pop de Hamden, em Connecticut. A polêmica da vez ocorreu em 1995, quando um ouvinte de descendência chinesa ligou para o programa de Beck e se sentiu ofendido pelos sons de gongo e as imitações cômicas de sotaque chinês feitas pelo então produtor executivo do programa, Alf Gagineau. A emissora teve de se desculpar pelo incidente, que acabou gerando até protestos de grupos ativistas. Em 1998, Beck recebeu a notícia de que seu contrato não seria renovado ao final de 1999.

#### Glenn Beck Program (2000–atual)
O primeiro grande sucesso da carreira de Glenn Beck teve início em 2000, ano em que o Glenn Beck Program foi ao ar pela rádio WFLA de Tampa, na Flórida, às tardes. Em apenas um ano, o programa passou do décimo oitavo lugar em audiência para o primeiro. Em janeiro de 2002, a Premiere Radio Networks lançou-o por todos os Estados Unidos, através de 47 estações. Devido ao sucesso, o programa passou a ser transmitido da Philadelphia, Pennsylvania, pela estação WPHT. Em maio de 2008, o programa já era retransmitido por 280 estações e também através do XM Satellite, e era o quarto mais ouvido em todo o país, atraindo mais de seis milhões e meio de ouvintes diariamente. Atualmente, Glenn é o terceiro apresentador de rádio mais ouvido nos EUA, atrás de Rush Limbaugh e Sean Hannity, também eles comentaristas políticos conservadores.

### Televisão

#### Glenn Beck (2006-2008)
Programa transmitido de segunda a sexta-feira à noite, no horário nobre do canal de notícias CNN.  Nele, Glenn anunciava e comentava as notícias do dia - de maneira muitas vezes descontraída -, também recebendo freqüentemente convidados para entrevistas. O programa inaugurou uma nova faixa de programação noturna no canal e, ao final de sua exibição, era a segunda maior audiência da CNN. Por este trabalho, Glenn Beck recebeu, em 2008, o Marconi Award de Personalidade do Ano.

#### Glenn Beck (2009-2011)
Programa de uma hora de duração transmitido de segunda a sexta-feira, às cinco horas da tarde (horário local de Nova Iorque), pelo canal de notícias Fox News. Durante os dois primeiros anos de exibição, quebrou recordes históricos de audiência para o horário, atraindo mais de 5 milhões de telespectadores diariamente. Em setembro de 2009, a audiência do programa era maior que a soma das audiências dos programas concorrentes na CNN, MSNBC e HLN. Foi o primeiro programa na história da televisão americana a ser iniciado por um monólogo, feito pelo apresentador, que durava 18 minutos ininterruptos (até o primeiro intervalo comercial).

#### Glenn Beck Program (2011-atual)
Programa de duas horas de duração transmitido de segunda a sexta-feira, às cinco horas da tarde (horário local de Nova Iorque), pelo canal de televisão via internet TheBlaze TV (antigo GBTV).

## Livros
Não-ficção
- (2003) The Real America: Messages from the Heart and Heartland. Simon and Schuster.
- (2007) An Inconvenient Book: Real Solutions to the World's Biggest Problems. Simon and Schuster.
- (2009) Glenn Beck's Common Sense: The Case Against an Out-of-Control Government. Simon & Schuster.
- (2009) Arguing with Idiots: How to Stop Small Minds and Big Government. Simon & Schuster.
- (2010) Broke: The Plan to Restore Our Trust, Truth, and Treasure. Simon & Schuster.
- (2011) The 7: Seven Wonders That Will Change Your Life. Keith Ablow (co-autor). Threshold Editions.
- (2011) The Original Argument: The Federalists' Case for the Constitution, Adapted for the 21st Century. Joshua Charles (co-autor). Threshold Editions.
- (2011) Being George Washington: The Indispensable Man, As You've Never Seen Him. Simon and Schuster.
- (2012) Cowards: What Politicians, Radicals, and the Media Refuse to Say. Simon and Schuster.

Ficção
- (2008) The Christmas Sweater. Simon & Schuster.
- (2010) The Overton Window. Threshold Editions.
- (2011) The Snow Angel. Nicole Baart (co-autora). Threshold Editions.
- (2012) Agenda 21. Harriet Parke (co-autora). Threshold Editions.

Infantil
- (2009) The Christmas Sweater: A Picture Book. Simon & Schuster Children's Publishing.
- (2011) The Snow Angel. Chris Schoebinger (co-autor), Brandon Schoebinger (ilustrador). Aladdin Books.

Edições em Português
- (2011) Um Presente de Deus (The Christmas Sweater). Pocket Ouro.
- (2011) A Janela de Overton (The Overton Window). Novo Conceito.

Audiobooks
- (2008) An Unlikely Mormon: The Conversion Story of Glenn Beck. Deseret Book.
- (2009) America's March to Socialism: Why We're One Step Closer to Giant Missile Parades. Simon & Schuster Audio.
- (2010) Idiots Unplugged. Simon & Schuster.

## Eventos Públicos
Desde 2010, quando ganhou popularidade através de seu programa diário no canal Fox News, Glenn Beck realiza grandes comícios anuais, nos quais temas como política e religiosidade são discutidos. Os eventos atraem milhares de fãs e simpatizantes.

### Restoring Honor Rally
O primeiro grande comício de Beck foi realizado no dia 28 de agosto de 2010 no Lincoln Memorial, em Washington, EUA.  O evento foi inspirado pelo famoso discurso “I Have a Dream”, de Martin Luther King, que fora pronunciado no mesmo local e dia 47 anos antes. A ideia por trás do evento era reunir pessoas que compartilhavam os mesmos sentimentos de religiosidade e patriotismo, tendo em vista um governo que não mais defendia estes valores, de acordo com Beck. Além disto, visava a “restaurar a honra” do povo norte-americano e “celebrar os heróis e a cultura da América”, coletando, também, fundos para o grupo Special Operations Warrior Foundation, o qual fornece suporte aos filhos de soldados americanos mortos em combate.
Milhares de pessoas lotaram o Lincoln Memorial e assistiram a palestras - dentre as quais destacam-se a da política Sarah Palin e da sobrinha de Luther King, Alveda King - e performances musicais. As estimativas de público variam entre 100 mil e 500 mil pessoas. O evento recebeu amplo apoio do movimento político Tea Party.

### America’s First Christmas
Em dezembro de 2010, Beck apresentou uma série de seus programas de rádio e televisão na cidade de Wilmington, estado de Ohio. O local havia sido um dos mais devastados pela crise econômica que atingiu os EUA ao final da primeira década dos anos 2000 e as taxas de desemprego eram altíssimas. Durante as transmissões, Beck utilizou-a como exemplo para o restante do país, argumentando como o empreendedorismo e a caridade - e não o auxílio governamental - podem melhorar, econômica e socialmente, uma sociedade.  Os espectadores foram estimulados a visitar a cidade e fazer compras de Natal ali, ajudando os pequenos negócios locais.

### Restoring Courage
Evento considerado a “continuação” do comício Restoring Honor. O Restoring Courage ocorreu em 24 de agosto de 2011 em diversas localidades históricas de Jerusalém, Israel. Seu objetivo era encorajar pessoas do mundo inteiro a “ficar do lado do povo judeu”, de acordo com Beck. Ainda segundo o apresentador, o nome do evento simboliza a coragem necessária a esta tarefa, em um mundo no qual o antissemitismo prospera. Apesar de ter acontecido longe dos EUA, mais de mil norte-americanos participaram das atividades. O evento foi transmitido ao vivo através do site oficial de Glenn Beck; foram organizados mini-eventos para acompanhar as transmissões em mais de 60 países. Após as celebrações em Israel, Glenn visitou a Cidade do Cabo, na África do Sul, e estava a caminho de visitar a Venezuela quando, de acordo com a produção do evento, o avião foi impedido pelo governo venezuelano de pousar no país.